# Kanton Béthune

Het kanton Béthune in het departement Pas-de-Calais

Béthune is een kanton van het Franse departement Pas-de-Calais. Het kanton maakt deel uit van het arrondissement Béthune.

## Geschiedenis
Het kanton Béthune werd gevormd in de 19e eeuw en opgeheven bij decreet van 16 augustus 1973 door de splitsing ervan in de kantons Béthune-Nord en Béthune-Sud. 
Door het decreet van 24 februari 2014 werd het opnieuw gecreëerd vanaf 2015.

## Gemeenten
Het kanton Béthune omvat nu volgende gemeenten:
- Annezin,
- Béthune (hoofdplaats),
- Chocques,
- Labeuvrière,
- Lapugnoy,
- Oblinghem,
- Vendin-lès-Béthune (Wenden).